# Rocco Crimi
Rocco Crimi (né le 3 août 1959 à Galati Mamertino) est un homme politique italien, ancien secrétaire d'État au Sport du gouvernement Berlusconi IV.

## Biographie
Pharmacien de profession, Rocco Crimi a été élu député pour la première fois lors des élections législatives du 15 avril 1994, pour la XIIe législature, puis constamment réélu pour les XIIIe, XIVe, XVe et XVIe législatures du Parlement italien pour le Latium, d'abord sur les listes de Forza Italia, puis sur celles du Peuple de la liberté.
Il est arrivé à Forza Italia en provenance de la Démocratie chrétienne. D'abord élu à Messine, il opte pour le collège de Latium 2 en 2006 (même s'il est également élu en Sicile).